# Mahboub Juma'a
Mahboub Juma'a (Kuwait; 17 de septiembre de 1955) es un exfutbolista de Kuwait que jugaba en la posición de defensa.

## Carrera

### Club
Jugó toda su carrera con el Al-Salmiya SC de 1972 a 1993, con el que fue campeón nacional en 1981.

### Selección nacional
Jugó para Kuwait de 1976 a 1990 con la que anotó cuatro goles en 101 partidos, participando en cuatro ocasiones en la Copa Asiática, siendo campeón en 1980; en la Copa Mundial de Fútbol de 1982 en España, los Juegos Asiáticos de 1982 y en los Juegos Olímpicos de Moscú 1980.

## Logros

### Club
- Liga Premier de Kuwait: 1

1980/81

### Selección nacional
- Copa Asiática: 1

1980

### Individual
- Equipo Ideal de la Copa Asiática en 1980 y 1988.